# Herman Kruusenberg
Herman Kruusenberg (ur. 23 lipca 1898 w Ärina, zm. 5 czerwca 1970 tamże) – estoński zapaśnik walczący w stylu klasycznym. Olimpijczyk z Antwerpii w 1920, gdzie zajął dziesiąte miejsce w wadze półciężkiej.

## Letnie Igrzyska Olimpijskie 1920
| Konkurencja | Rundy eliminacyjne  | Klas. końcowa |
| Konkurencja | Przeciwnik I        | Miejsce       |
| ----------- | ------------------- | ------------- |
| 82,5 kg     | Axel Tetens (DEN) P | 10.           |